# Desești, Maramureș
Desești este satul de reședință al comunei cu același nume din județul Maramureș, Transilvania, România.

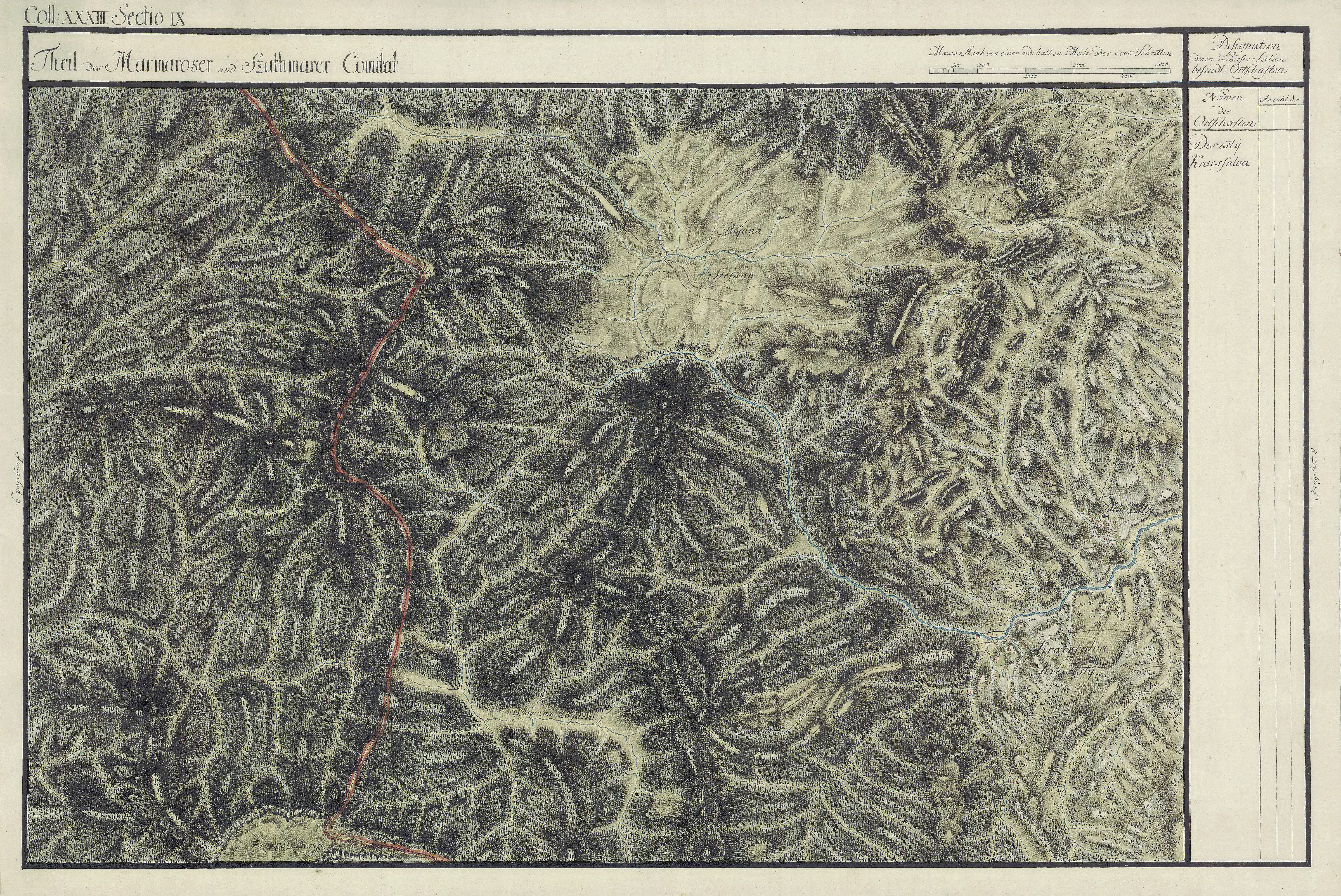
Desești în Harta Iosefină a Comitatului Maramureșului, 1782-85

## Istoric
Prima atestare documentară: 1360 (villa olachalis Deszehaza). 

## Etimologie
Etimologia numelui localității: din n. grup desești < antrop. Dese, Desja (hipocor. din Desimir) sau din Dej, Dejeu (< magh. Dezsö „Desiderius" < lat. desiderium „dorință") + suf. -ești. 

## Așezământ monahal
In Desești este un schit ortodox (Izvoare), cu hramul „Tăierea capului Sf. Ioan Botezătorul”. 

## Monument istoric
- Biserica de lemn „Sf. Paraschiva” din anul 1770, inclusă pe lista patrimoniului mondial al UNESCO în decembrie 1999.

## Arii naturale protejate
- Tăurile Chendroaiei  (HCL nr. 08/25.04.2006);
- Râul Mara, pe o lungime de 22,9 kilometri (HCL nr. 15/2008);
- Mlaștina Iezerul Mare, pe platoul Munților Igniș, la 1.014 m altitudine; turbărie (Legea 5/2000).

## Personalități locale
- Petre Got (n. 1937), poet; membru USR. Vol. Cer înfrunzit (1969), Glas de ceară (1972), Dimineața cuvântului (1980), Inima lui septembrie (1996) etc.
- Gheorghe Pârja (n. 1950), poet, publicist; membru USR. Premiul USR la Festivalul Internațional de Poezie (Sighet, 1979), premiul Nichita Stănescu al Serilor de Poezie de la Desești (1999). Vol. În numele tatălui (1996), Sub podul lui Apollodor (1998) etc.
- Lucia Ileana Pop (n. 1977), jurnalistă, scriitoare, traducătoare, profesoară de limba română în Italia, în cadrul proiectului internațional Limbă, Cultură și Civilizație Românească.[4]